# Crimson Desert
Crimson Desert — будущая компьютерная игра в жанре action/RPG с открытым миром от южнокорейской компании Pearl Abyss. Релиз игры запланирован в конце 2025 года для Windows, PlayStation 5 и Xbox Series X/S.

## Сюжет
Основу сюжета составляют приключения наёмников, сражающихся за выживания на обширном континенте Пайвел. Действие происходит в сеттинге средневекового фэнтези, раздираемого войной, что соотносится со слоганом игры: «История, написанная кровью».
Главный герой игры, Макдуф, сын Мартинуса, возглавляет небольшой отряд наёмников, однако болезненные воспоминания из прошлого и тяготы лидерства мешают ему.

## Разработка
Изначально задумывавшийся как приквел к Black Desert Online, со временем Crimson Desert перерос в однопользовательский проект по мотивам той же вселенной. После показа трейлера игры на TGA в декабре 2020, Pearl Abyss выпустила ряд видео, демонстрирующих процесс разработки и объясняющих видение игры студией. 11 декабря 2019 года на официальном сайте были впервые опубликованы скриншоты игрового процесса. 3 декабря 2020 года был представлен анимированный логотип игры. 10 декабря 2020 года на The Game Awards 2020 состоялся показ игрового процесса проекта.